# Bethelium affine
Bethelium affine är en skalbaggsart som beskrevs av Aurivillius 1917. Bethelium affine ingår i släktet Bethelium och familjen långhorningar. Inga underarter finns listade.